# Puig de les Marietes (Cruïlles, Monells i Sant Sadurní de l'Heura)
El Puig de les Marietes és una muntanya de 402 metres que es troba al municipi de Cruïlles, Monells i Sant Sadurní de l'Heura, a la comarca catalana del Baix Empordà.